# 卡爾比夫卡 (多布羅韋利奇基夫卡區)
48°29′37″N 31°7′30″E / 48.49361°N 31.12500°E
卡爾比夫卡（烏克蘭語：Карбівка），是烏克蘭中部的村莊，隸屬基洛夫格勒州的新烏克蘭卡區。該村始建於1782年，面積2.72平方公里，海拔高度163米，2001年人口396，人口密度每平方公里172.3人。